# Ponte Flaiano

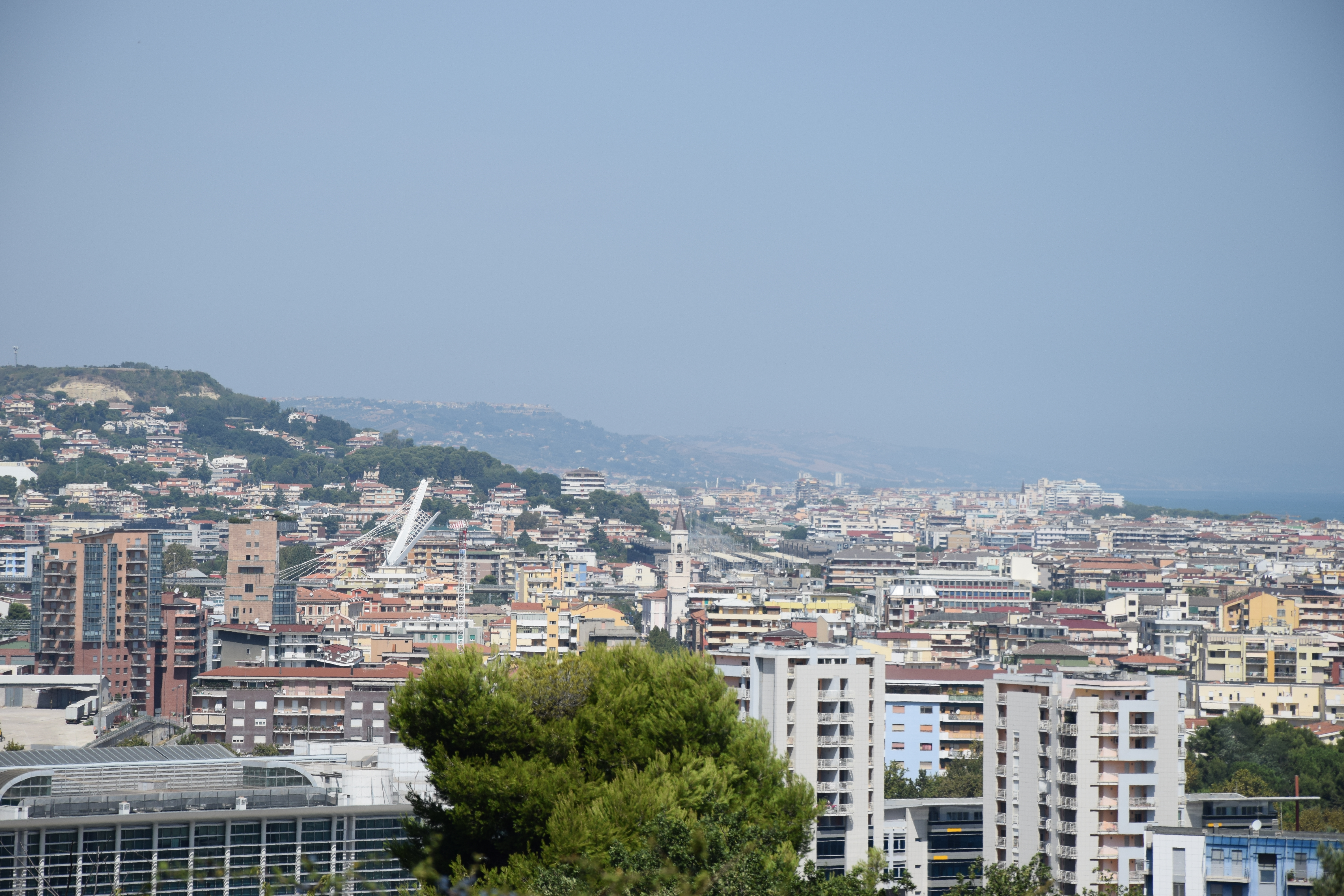
Il pennone del ponte nel panorama cittadino

Il ponte Ennio Flaiano è un ponte per il transito ciclo-pedonale e veicolare su ruote situato nella città di Pescara che attraversa le due sponde del fiume Pescara collegando via Gran Sasso con il complesso delle Torri Camuzzi e lo svincolo "Pescara Portanuova" della SS16 dir/C.

## Caratteristiche
L'opera (realizzata da Enzo Siviero), che ha ricevuto consenso popolare per il contributo architettonico allo skyline della città, è stata intitolata a Ennio Flaiano, noto personaggio nato nel capoluogo adriatico. 

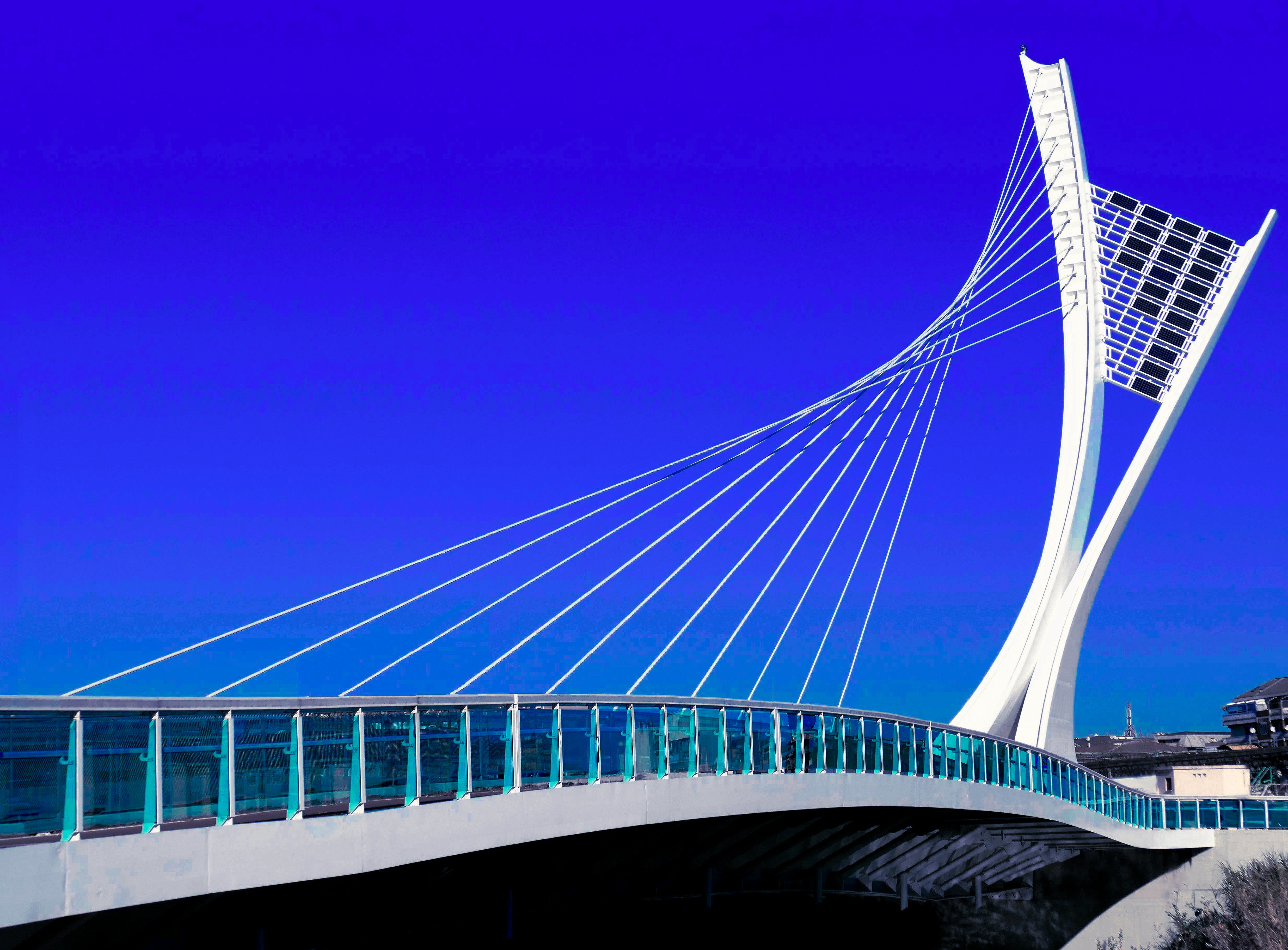
Vista del ponte

È stato inaugurato il 15 giugno 2017; il ponte è stato definito dagli amministratori cittadini un'opera cruciale per la fruibilità del traffico. Il progetto risale al 2007; è stato costruito in 27 mesi con una spesa totale di 13.100.000 euro con circa 8 milioni di euro finanziati dall'ANAS. Dimensionalmente il ponte è largo 28 metri, lungo 85 metri, e il pennone è alto 58 metri.
Il nome è stato scelto a seguito della prima proposta di denominazione, da parte degli studenti della scuola elementare Flaiano. Sul pennone è presente un frase dello scrittore che recita "Con i piedi fortemente poggiati sulle nuvole" che è incisa su una pietra presa dal massiccio della Maiella, scolpita dallo scultore di Lettomanoppello Massimo Aceto. All'inaugurazione è seguito il concerto dei Sud Sound System.